# Dolby Cinema

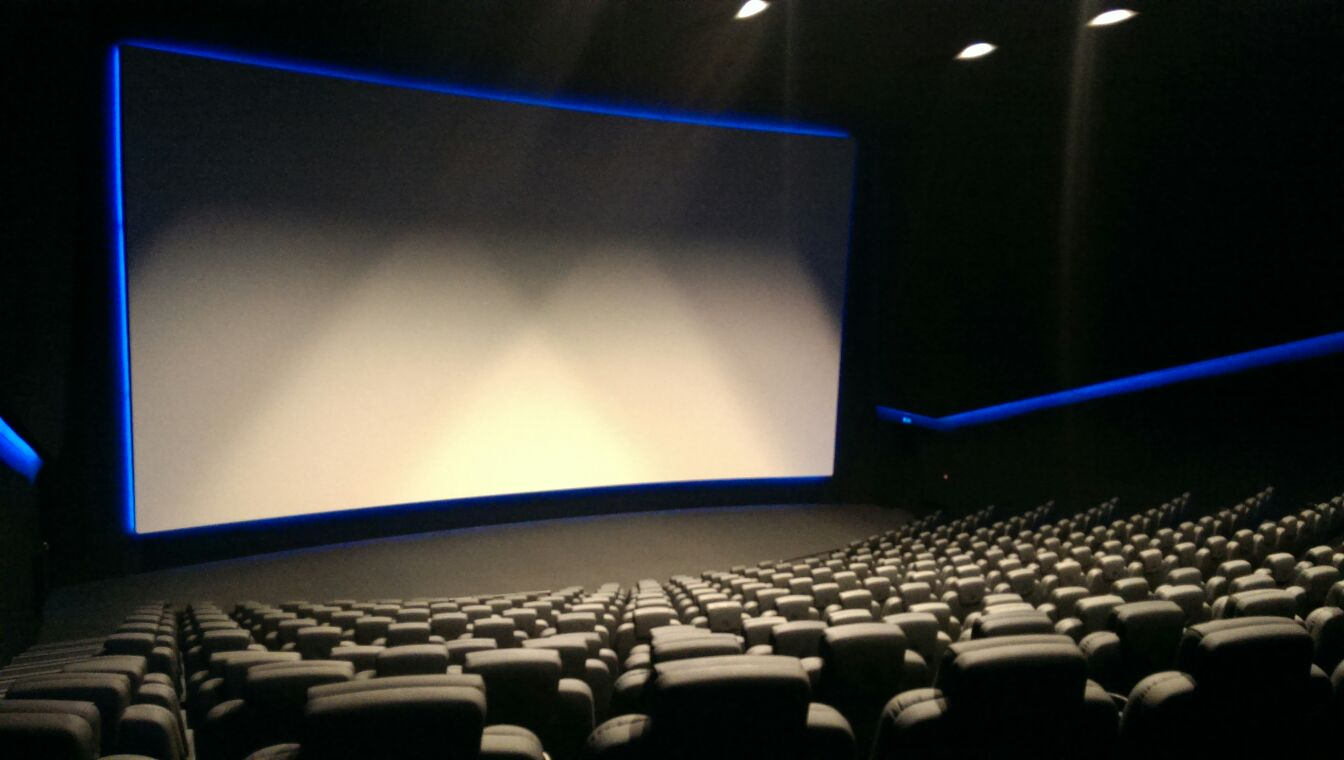
Une salle Dolby Cinema à Hilversum (Pays-Bas).

Dolby Cinema est un concept de salle de cinéma créé par Dolby qui combine des technologies propres à l'entreprise, comme le Dolby Vision (image) et Dolby Atmos (son), associées à un design et confort voulus plus recherchés qu'une salle classique. Il est en concurrence avec d'autres formats dits « premium » tels que le système IMAX, 4DX ou ICE (par CGR Cinémas).

## Histoire
Les premières installations Dolby Cinema ont été le cinéma JT (maintenant Vue) Bioscopen à Eindhoven aux Pays-Bas, le 18 décembre 2014, suivi par le Cinesa La Maquinista à Barcelone en Espagne. Dolby Laboratories a des contrats de partenariat avec Cinesa, Vue Cinemas (en), AMC Theatres, Cineplexx Cinemas (en), Wanda Cinemas et Jackie Chan, Pathé Pays-Bas, Pathé Cinémas, Odeon Cinemas et Kinopolis (de) pour l'installation de cinémas équipés en Dolby Cinema.
Fin 2023, la France comptait 11 salles Dolby Cinema dans les cinémas Pathé :
- 20 octobre 2017 : Pathé Massy[5],[6],[7] ;
- 13 décembre 2017 : Pathé Vaise à Lyon[8],[9] ;
- 15 décembre 2017 : Pathé Docks 76 à Rouen[10] ;
- 6 mars 2018 : Pathé Gare du Sud à Nice[11] ;
- 6 juin 2018 : Pathé Wilson (ex Gaumont[12]) à Toulouse[13] ;
- 13 juin 2018 : Pathé (ex Gaumont) Rennes[14],[15] ;
- 8 août 2018 : Pathé Belle Épine à Thiais[16] ;
- 20 février 2019 : Pathé Aéroville (ex EuropaCorp) à Tremblay-en-France[17],[18] ;
- 29 mars 2019 : Pathé La Joliette (ex EuropaCorp) à Marseille[19],[20] ;
- 19 avril 2019 : Pathé Beaugrenelle à Paris[21],[22] ;
- 7 novembre 2022 : Pathé Alésia à Paris[23].

## Particularités des salles Dolby Cinema
Les salles Dolby Cinema se caractérisent par une qualité de projection et de confort supérieure à des salles classiques,,,,,,,.

### Technologie Dolby Vision
Dolby Vision est un système de projection mis au point par Dolby Laboratories en conjonction avec Christie Digital. Le système se compose d'un double projecteur laser modulaire Christie 4K 6P (primaire) doté d'un design personnalisé pour permettre une émission particulière de la lumière. Le système est capable de délivrer jusqu'à 14 pieds-lambert sur des écrans mats-blancs pour la 3D (et jusqu'à 31 pieds-lambert pour la 2D), ce qui constitue une amélioration considérable par rapport à la génération actuelle de systèmes 3D limités à 3 à 4 pieds-lambert. Le résultat est une amélioration de la luminosité, de la couleur (espace colorimétrique Rec. 2020) et du contraste (1 000 000 : 1) par rapport aux traditionnels projecteurs au xénon,.

### Son Dolby Atmos
Dolby Atmos est un format sonore hybride géré en traitant des objets sonores et des canaux, développé par Dolby Laboratories. Le système est capable de reproduire dix canaux et 128 objets à travers 64 enceintes individuelles afin de diffuser le son autour et à travers la salle,. Cela permet la re-création d'effets tels que le tonnerre et le survol par des objets à l'aide de canaux situés au plafond, tout en permettant l'émission d'effets sonores ponctuels.

### Confort et immersion
Les salles Dolby Cinema en France disposent aussi de fauteuils totalement inclinables (dos et pieds). La salle parfaitement noire permet d'atténuer les reflets et d'éliminer les distractions.